# The Way of Lost Souls
The Way of Lost Souls és una pel·lícula dramàtica britànica sonora de 1929 dirigida per Paul Czinner i protagonitzada per Pola Negri, Warwick Ward i Hans Rehmann. Tot i que la pel·lícula no té cap diàleg audible, inclou una partitura musical, cant i efectes de so sincronitzats a la banda sonora. La pel·lícula també és coneguda pel títol alternatiu The Woman He Scorned. El rodatge d'ubicacions es va fer a l'extrem oest de Cornualla al voltant de St Ives, Penzance i Helford. a ser la primera pel·lícula feta a Gran Bretanya per Czinner.

## Premisa
Una prostituta s'enamora d'un farer. És la Louise, simplement anomenada Lou, i practica la prostitució en benefici del seu protector -i presumiblement amant- Maxim en un club de mala qualitat del port. En John, el farer d'una illa no llunyana del continent, però separat d'ella per un braç de mar sovint encrespat, havia anat a parar al mateix lloc per casualitat, amb la simple intenció de menjar alguna cosa. Aquí Lou havia intentat persistentment seduir en John, arribant a molestar-lo, però, quan va sorgir una discussió entre la dona i Maxim, que també era present, i Lou havia estat tirat a terra, John havia intervingut per defensar-la, i s'havia enfrontat i noquejat al protector.
Sorprès i satisfet perquè algú finalment hagués pogut plantar cara al proxeneta, Lou havia seguit en John quan sortia de la taverna i feia temps que li havia suplicat que la portés amb ell allà on anés. En va. En John puja al seu veler per tornar a l'illa quan arriba una tempesta inesperada. El vaixell bolca, John es troba aferrat al pal arrencat per la tempesta, i està a punt de sucumbir. Fa un vot desesperat a Déu: "Si em salves, Senyor, salvaré la més desgraciada de les teves criatures!". Déu fa el primer pas i l'home es salva. Per tant, John fa el segon pas: ell i Lou es casen.
No serà fàcil per a la nova parella, però en tres mesos els dos semblen feliços a la seva petita casa a l'illa. Amb motiu dels tres mesos d'aniversari, Joan regala a la seva dona una petita barca de rem, batejada com a "Louise", amb la qual podrà anar al far més fàcilment que agafant l'impermeable carretera terrestre que serpenteja entre els penya-segats rocosos.
El mateix dia, Maxim s'assabenta fortuïtament del casament de la Lou, la rastreja i s'uneix la seva casa, demanant poder amagar-s'hi perquè la policia li anava al darrere. Un veí intrigant de Lou i John descobreix que Maxim, a qui havia vist sortir de casa, té una gran recompensa per assassinat, i comença la caça humana. La policia pregunta a Lou, que nega haver acollit a Maxim, i després fa les maletes i -a bord del "Louise"- es trasllada al far, perquè el veïnat la comença a mirar malament. Ella ho explica tot a John, que li fa la promesa de denunciar el criminal Maxim, si encara tenia contacte amb ell, en lloc de callar.
Mentrestant, Maxim, perseguit per la policia, es dirigeix cap al far. Aquí torna a trobar-se amb Lou, que li explica la promesa que va fer al seu marit de denunciar-lo, i li aconsella que fugi d'allà. John descobreix que els dos parlen, i jutja (malament) que la seva anterior relació eròtica no ha fallat mai: mentre es baralla amb Maxim li crida, encegat per la ira, a la dona: "Vés-te'n, puta!" Per a Lou és un xoc: mentre la policia ha trobat el fugitiu, que cau a mort des d'un alt penya-segat, Lou es dirigeix cap al vaixell que porta el seu nom. A bord, Lou mira, plena de tristesa, les ones del mar.
Quan John s'adona que havia exagerat en expressar el seu judici sobre la seva dona poc abans, i se'n va a la costa, només hi apareix encallat el casc buit del "Louise".

## Repartiment
- Pola Negri - Louise
- Warwick Ward - Maxim
- Hans Rehmann - John
- Cameron Carr - Magistrat
- Margaret Rawlings - Dona

## Distribució
A Gran Bretanya la pel·lícula es va estrenar en versió muda el maig de 1929. El mateix any, també va ser distribuïda a Alemanya per Bayerische Film amb el títol Die Straße der verlorenen Seelen. Warner Bros. va fer una reedició sonora que es va publicar de nou al Regne Unit l'1 de maig de 1930.
El 2002, Grapevine el va llançar en DVD / NTSC en una versió de 92 minuts, acompanyat de Move On, un curtmetratge de 1917 protagonitzat per Harold Lloyd.